# Armindo Sieb
Armindo Sieb (Halle (Saale), 17 februari 2003) is een Duitse voetballer die doorgaans als schaduwspits speelt. In juli 2024 maakte hij de overstap Greuther Fürth naar Bayern München die hem vervolgens verhuurde aan FSV Mainz 05.

## Clubloopbaan

### Jeugd
Sieb begon op 7-jarige leeftijd met voetballen bij SG Motor Halle. Na een proeftraining maakte hij in 2014 de overstap naar Red Bull Leipzig om drie jaar later zijn weg te vervolgen in de jeugdacademie van TSG 1899 Hoffenheim. Hij begon daar in de onder-17 waar hij op 11 augustus 2018 zijn eerste speelminuten maakte tijdens de uitwedstrijd tegen de leeftijdsgenoten van FC Augsburg. Hij startte in de basis waarna hij na 55 minuten werd gewisseld voor Maximilian Beier. Een week later scoorde hij zijn eerste goal in deze leeftijdscategorie tijdens de met 3-2 gewonnen thuiswedstrijd tegen VfB Stuttgart. In de 72e minuut maakte hij de 2-2 gelijkmaker. Hij bleef twee seizoenen bij Hoffenheim om in de zomer van 2020 de overstap naar Bayern München te maken waar hij een drie jarig contract ondertekende. Hij kwam terecht in de onder-19 van Bayern. In zijn eerste seizoen bleef zijn inzet beperkt tot drie wedstrijden door een zware knieblessure en doordat de competitie vanwege de maatregelen tegen COVID-19 werd stopgezet voordat hij zijn comeback kon maken. Aan het einde van het seizoen maakte hij de overstap naar de senioren maar kwam in het seizoen 2020/21 nog wel twee keer in actie voor Bayern tijdens de Youth League.

### Bayern München
In het seizoen 2020/21 maakte hij de overstap naar de senioren waar hij op 15 oktober 2020 in de eerste ronde van de DFB-Pokal zijn debuut in het eerste elftal maakte. Hij kwam in de 61e minuut in de ploeg voor Douglas Costa en hij moest ruim twintig minuten later wegens een zware blessure het veld weer verlaten. Op 13 februari maakte hij in het tweede elftal tijdens de uitwedstrijd tegen 1. FC Kaiserslautern in de 3. Liga zijn comeback. Hij kwam in de blessuretijd in de ploeg voor Dimitri Oberlin. Op 5 mei maakte hij zijn eerste doelpunt bij de senioren tijdens de uitwedstrijd van het tweede tegen MSV Duisburg. In het met 2-2 geëindigde duel maakte hij in de 14e minuut na een voorzet van Christopher Scott de 0-1. Sieb degradeerde met het tweede aan het einde van het seizoen naar de Regionalliga Bayern. Sieb startte de voorbereiding van het seizoen 2021/22 bij het eerste elftal bij het eerste elftal. Het lukte hem niet om een plaats in de selectie te veroveren waardoor hij in het tweede elftal bleef. Mede door tien doelpunten van zijn voet werd hij met zijn ploeg tweede. Om speelminuten te maken verwisselde hij aan het einde van het seizoen Bayern München voor het in de 2. Bundesliga spelende Greuther Fürth.

### Greuther Fürth
Sieb tekende een driejarig contract bij de Zuid-Duitse club. Op 16 juli maakte hij zijn debuut tijdens de met 2-2 gelijkgespeelde thuiswedstrijd tegen Holstein Kiel. Trainer Marc Schneider liet hem in de basis starten en wisselde hem in de 55e minuut voor Ragnar Ache. Tijdens de 14e competitieronde maakte hij op 28 oktober zijn eerste doelpunt in het profvoetbal in de thuiswedstrijd tegen Arminia Bielefeld. In het met 1-0 gewonnen duel maakte hij in het Sportpark Ronhof in de 30e minuut het enige doelpunt van de wedstrijd. In de twee daaropvolgende wedstrijden tegen zowel Eintracht Braunschweig als Hamburger SV was hij eveneens de matchwinner door het maken van het enige doelpunt. In zijn eerste seizoen (2022/23) kwam hij tot 23 basisplaatsen.
In zijn tweede seizoen (2023/24) onder de nieuwe trainer Alexander Zorniger kwam de definitieve doorbraak van Sieb waarbij hij in de openingswedstrijd van het seizoen tegen SC Paderborn een grote rol had in de 5-0 overwinning. In de 35e minuut gaf hij de voorzet op Branimir Hrgota die eerste doelpunt van de wedstrijd maakte. In de 65e minuut maakte hij zelf de 4-0. Met name kort na de winterstop kende Sieb een goede periode waarbij hij in de eerste zes wedstrijden even vaak het net wist te vinden. Hij kwam in totaal tot 13 doelpunten in het gehele seizoen. Aan het einde van het seizoen werd bekend dat Bayern München gebruikt maakte van de terugkoopoptie waardoor hij na 66 wedstrijden Fürth verliet.

### Bayern München
Sieb ondertekende bij Bayern een contract tot 2027 waarna hij direct voor twee jaar werd verhuurd aan FSV Mainz 05.

#### Verhuur aan FSV Mainz 05
In de zomer van 2024 werd bekend dat Sieb voor twee seizoen aan FSV Mainz 05 werd verhuurd.. In zijn eerste seizoen (2024/25) maakte hij op 16 augustus in de eerste ronde van de DFB-Pokal tegen Wehen Wiesbaden zijn basisdebuut onder de Deense trainer Bo Henriksen. Een week later maakte hij zijn eerste speelminuten in de Bundesliga tijdens de thuiswedstrijd tegen 1. FC Union Berlin. Hij kwam in de 76e minuut in de ploeg voor zijn directe concurrent Karim Onisiwo. In de vierde competitieronde op 20 september maakte hij zijn eerste doelpunt in het shirt van Mainz tijdens de met 2-3 gewonnen uitwedstrijd tegen FC Augsburg. In de WWK ARENA maakte hij zijn basisdebuut en zette hij zijn ploeg in de 13e minuut na een voorzet van Phillipp Mwene op een 0-1 voorsprong. Met zware concurrentie van onder andere Jonathan Burkardt en Paul Nebel lukt het Sieb voor de winterstop niet om een vaste basisplaats te veroveren. 

## Clubstatistieken
| Seizoen                         | Club              | Competitie          | Competitie | Competitie | Beker | Beker | Internationaal | Internationaal | Overig | Overig | Totaal | Totaal |
| Seizoen                         | Club              | Competitie          | Wed.       | Dlp.       | Wed.  | Dlp.  | Wed.           | Dlp.           | Wed.   | Dlp.   | Wed.   | Dlp.   |
| ------------------------------- | ----------------- | ------------------- | ---------- | ---------- | ----- | ----- | -------------- | -------------- | ------ | ------ | ------ | ------ |
| 2020/21                         | Bayern München II | 3. Liga             | 12         | 2          | 0     | 0     | 0              | 0              | 1      | 0      | 13     | 2      |
| 2021/22                         | Bayern München II | Regionalliga Bayern | 33         | 10         | 0     | 0     | 0              | 0              | 0      | 0      | 33     | 10     |
| 2022/23                         | Greuther Fürth    | 2. Bundesliga       | 30         | 4          | 1     | 0     | 0              | 0              | 0      | 0      | 31     | 4      |
| 2023/24                         | Greuther Fürth    | 2. Bundesliga       | 33         | 12         | 2     | 1     | 0              | 0              | 0      | 0      | 35     | 13     |
| 2024/25                         | → FSV Mainz 05    | Bundesliga          | 14         | 2          | 2     | 0     | 0              | 0              | 0      | 0      | 16     | 2      |
| Carrière totaal                 | Carrière totaal   | Carrière totaal     | 122        | 30         | 5     | 1     | 0              | 0              | 1      | 0      | 128    | 31     |
| Bijgewerkt tot 25 december 2024 |                   |                     |            |            |       |       |                |                |        |        |        |        |

- In het seizoen 2020/21 kwam Sieb één keer uit voor het eerste elftal.

## Interlandloopbaan
Sieb kwam uit voor diverse Duitse jeugdelftallen waarmee hij niet actief was op een eindronde.

### Duitse jeugdelftallen
Sieb maakte op 5 september 2018 zijn debuut in Duitsland –16 tijdens een oefenwedstrijd tegen Cyprus. In de met 2-3 gewonnen uitwedstrijd bracht bondscoach Christian Wück hem in de rust in de ploeg. Een paar dagen later maakte hij op 9 september zijn eerste doelpunten in de met 3-2 verloren uitwedstrijd tegen Oostenrijk. Hij maakte beide Duitse doelpunten. Het lukte Sieb tot twee keer toe niet om zich te kwalificeren voor een eindtoernooi. De eerste keer was buiten zijn macht toen het Europees Kampioenschap 2020 voor onder-17 in Estland wegens COVID-19 niet plaatsvond. De tweede keer strandde hij met Duitsland –19 in de kwalificatie richting het Europees Kampioenschap 2022 in Slowakije. Sieb speelde tot op heden 43 jeugdinterlands en kwam hierin tot 14 doelpunten. Hij speelde in deze wedstrijden samen met onder andere Florian Wirtz, Luca Netz, Tom Rothe en Youssoufa Moukoko
| Jeugdinterlands van Armindo Sieb voor Duitsland () | Jeugdinterlands van Armindo Sieb voor Duitsland () | Jeugdinterlands van Armindo Sieb voor Duitsland () | Jeugdinterlands van Armindo Sieb voor Duitsland () | Jeugdinterlands van Armindo Sieb voor Duitsland () | Jeugdinterlands van Armindo Sieb voor Duitsland () |
| №                                                  | Datum                                              | Wedstrijd                                          | Uitslag                                            | Soort Wedstrijd                                    | Doelpunten                                         |
| Als speler bij Duitsland –16                       | Als speler bij Duitsland –16                       | Als speler bij Duitsland –16                       | Als speler bij Duitsland –16                       | Als speler bij Duitsland –16                       | Als speler bij Duitsland –16                       |
| -------------------------------------------------- | -------------------------------------------------- | -------------------------------------------------- | -------------------------------------------------- | -------------------------------------------------- | -------------------------------------------------- |
| 1.                                                 | 5 september 2018                                   | Cyprus – Duitsland                                 | 2 – 3                                              | Vriendschappelijk                                  |                                                    |
| 2.                                                 | 9 september 2018                                   | Oostenrijk – Duitsland                             | 3 – 2                                              | Vriendschappelijk                                  | Goal · Goal                                        |
| 3.                                                 | 9 november 2018                                    | Duitsland – Tsjechië                               | 7 – 0                                              | Vriendschappelijk                                  |                                                    |
| 4.                                                 | 11 november 2018                                   | Duitsland – Tsjechië                               | 3 – 1                                              | Vriendschappelijk                                  |                                                    |
| 5.                                                 | 7 februari 2019                                    | Nederland – Duitsland                              | 1 – 1                                              | Vriendschappelijk                                  |                                                    |
| 6.                                                 | 9 februari 2019                                    | Argentinië – Duitsland                             | 2 – 4                                              | Vriendschappelijk                                  |                                                    |
| 7.                                                 | 11 februari 2019                                   | Portugal – Duitsland                               | 2 – 1                                              | Vriendschappelijk                                  |                                                    |
| 8.                                                 | 23 maart 2019                                      | Italië – Duitsland                                 | 2 – 0                                              | Vriendschappelijk                                  |                                                    |
| 9.                                                 | 25 maart 2019                                      | Italië – Duitsland                                 | 0 – 0                                              | Vriendschappelijk                                  |                                                    |
| 10.                                                | 28 mei 2019                                        | Duitsland – Frankrijk                              | 3 – 0                                              | Vriendschappelijk                                  |                                                    |
| Als speler bij Duitsland –17                       |                                                    |                                                    |                                                    |                                                    |                                                    |
| 1.                                                 | 5 september 2019                                   | België – Duitsland                                 | 0 – 2                                              | Vriendschappelijk                                  |                                                    |
| 2.                                                 | 7 september 2019                                   | Duitsland – Italië                                 | 3 – 3                                              | Vriendschappelijk                                  |                                                    |
| 3.                                                 | 9 september 2019                                   | Duits – Israël                                     | 8 – 1                                              | Vriendschappelijk                                  | Goal · Goal · Goal                                 |
| 4.                                                 | 13 november 2019                                   | Duitsland – Kazachstan                             | 5 – 0                                              | EK-kwalificatie                                    |                                                    |
| 5.                                                 | 16 november 2019                                   | Duitsland – Azerbeidzjan                           | 2 – 0                                              | EK-kwalificatie                                    |                                                    |
| 6.                                                 | 19 november 2019                                   | Griekenland – Duitsland                            | 2 – 0                                              | EK-kwalificatie                                    |                                                    |
| 7.                                                 | 8 februari 2020                                    | Spanje – Duitsland                                 | 1 – 2                                              | Vriendschappelijk                                  |                                                    |
| 8.                                                 | 10 februari 2020                                   | Portugal – Duitsland                               | 2 – 0                                              | Vriendschappelijk                                  |                                                    |
| 9.                                                 | 10 februari 2020                                   | Duitsland – Zuid-Korea                             | 8 – 2                                              | Vriendschappelijk                                  | Goal · Goal · Goal                                 |
| Als speler bij Duitsland –18                       |                                                    |                                                    |                                                    |                                                    |                                                    |
| 1.                                                 | 4 september 2020                                   | Duitsland – Denemarken                             | 1 – 3                                              | Vriendschappelijk                                  |                                                    |
| 2.                                                 | 7 september 2020                                   | Duitsland – Denemarken                             | 5 – 5                                              | Vriendschappelijk                                  |                                                    |
| Als speler bij Duitsland –19                       |                                                    |                                                    |                                                    |                                                    |                                                    |
| 1.                                                 | 3 september 2021                                   | Duitsland – Zwitserland                            | 1 – 0                                              | Vriendschappelijk                                  |                                                    |
| 2.                                                 | 6 september 2021                                   | Duitsland – Engeland                               | 1 – 1                                              | Vriendschappelijk                                  | Goal                                               |
| 3.                                                 | 6 oktober 2021                                     | Slowakije – Duitsland                              | 1 – 6                                              | Vriendschappelijk                                  | Goal                                               |
| 4.                                                 | 9 oktober 2021                                     | Portugal – Duitsland                               | 1 – 2                                              | Vriendschappelijk                                  |                                                    |
| 5.                                                 | 12 oktober 2021                                    | Duitsland – Nederland                              | 4 – 1                                              | Vriendschappelijk                                  | Goal                                               |
| 6.                                                 | 10 november 2021                                   | Duitsland – Faeröer                                | 4 – 1                                              | EK-kwalificatie                                    | Goal                                               |
| 7.                                                 | 13 november 2021                                   | Rusland – Duitsland                                | 1 – 3                                              | EK-kwalificatie                                    |                                                    |
| 8.                                                 | 16 november 2021                                   | Griekenland – Duitsland                            | 1 – 1                                              | EK-kwalificatie                                    |                                                    |
| 9.                                                 | 23 maart 2022                                      | Italië – Duitsland                                 | 2 – 2                                              | EK-kwalificatie                                    |                                                    |
| 10.                                                | 26 maart 2022                                      | België – Duitsland                                 | 2 – 2                                              | EK-kwalificatie                                    |                                                    |
| 11.                                                | 29 maart 2022                                      | Duitsland – Finland                                | 0 – 1                                              | EK-kwalificatie                                    |                                                    |
| Als speler bij Duitsland –20                       |                                                    |                                                    |                                                    |                                                    |                                                    |
| 1.                                                 | 16 november 2022                                   | Tsjechië – Duitsland                               | 2 – 2                                              | Vriendschappelijk                                  |                                                    |
| 2.                                                 | 19 november 2022                                   | Duitsland – Noorwegen                              | 2 – 1                                              | Vriendschappelijk                                  |                                                    |
| 3.                                                 | 22 november 2022                                   | Duitsland – Portugal                               | 0 – 1                                              | Vriendschappelijk                                  |                                                    |
| 4.                                                 | 22 maart 2023                                      | Engeland – Duitsland                               | 2 – 0                                              | Vriendschappelijk                                  |                                                    |
| 5.                                                 | 27 maart 2023                                      | Italië – Duitsland                                 | 1 – 1                                              | Vriendschappelijk                                  | Goal                                               |
| 6.                                                 | 13 oktober 2023                                    | Portugal – Duitsland                               | 1 – 2                                              | Vriendschappelijk                                  |                                                    |
| 7.                                                 | 16 oktober 2023                                    | Duitsland – Tsjechië                               | 4 – 2                                              | Vriendschappelijk                                  | Goal                                               |
| 8.                                                 | 17 november 2023                                   | Roemenië – Duitsland                               | 0 – 1                                              | Vriendschappelijk                                  |                                                    |
| 9.                                                 | 20 november 2023                                   | Duitsland – Engeland                               | 2 – 3                                              | Vriendschappelijk                                  |                                                    |
| Als speler bij Duitsland –21                       |                                                    |                                                    |                                                    |                                                    |                                                    |
| 1.                                                 | 22 maart 2024                                      | Duitsland – Kosovo                                 | 0 – 0                                              | EK-kwalificatie                                    |                                                    |
| 2.                                                 | 4 september 2024                                   | Israël – Duitsland                                 | 1 – 5                                              | EK-kwalificatie                                    |                                                    |
| Bijgewerkt tot 11 juli 2024                        |                                                    |                                                    |                                                    |                                                    |                                                    |

## Persoonlijk
Sieb kende een lastige start van zijn voetbalcarrière waarbij hij vaak getwijfeld had om door te willen gaan. In zijn jeugdjaren vond hij het plezier hebben belangrijker dan presteren. In de periode bij TSG 1899 Hoffenheim zette hij de knop om en besloot hij er vol voor te gaan.